# 밤의 실내악
《밤의 실내악》은 KBS Classic FM에서 방송되었던, 실내악 집중 감상 프로그램이다.

## 진행자
- 신윤주 아나운서 (2012 ~ 2012.11.05)
- 최은규 (2012.11.06 ~ 2013.10.27)
- 이상협 아나운서 (2013.10.28 ~ 2014.12.31)

## 요일별 코너
- (일~월) : 실내악 쉼터
- (화~토) : 실내악의 강을 따라

## 시그널 및 코너 음악

### 시그널
- 펠릭스 멘델스존 / 무언가 31번‘andante'

### 코너 음악
- 실내악 쉼터 : L. Boccherini / guitar quintet No.6 G장조 G.450, 2악장 'andantino lento'
- 실내악의 강을 따라 : J. Haydn / piano trio C장조 HobXV:21, 2악장 'molto andante'

| KBS 1FM(Classic FM) |                     |                        |
| 이전                | 밤의 실내악         | 다음                   |
| 음악풍경 재즈수첩   | 밤의 실내악         | 명연주 명음반 (재방송) |
|                     | 오전 1시 ~ 오전 3시 |                        |
|                     |                     |                        |